# Kościół „Eben-Ezer” w Dzięgielowie
Kościół „Eben-Ezer” w Dzięgielowie – kościół ewangelicko-augsburski w Dzięgielowie, w województwie śląskim w Polsce. Należy do parafii ewangelicko-augsburskiej w Dzięgielowie.

## Historia
Kościół ewangelicki w Dzięgielowie powstał w 1960 r. jako kaplica urządzona w dawnym drewnianym pawilonie należącym do sióstr diakonis z miejscowego diakonatu Eben-Ezer. Uroczystość jej poświęcenia miała miejsce 3 lipca 1960 r. Kaplica obsługiwała zarówno diakonat, jak i stację kaznodziejską podległą parafii ewangelicko-augsburskiej w Cieszynie.
1 września 2005 r. utworzono samodzielną parafię w Dzięgielowie. Wtedy siostry diakonise przekazały kaplicę na własność nowej parafii, tym samym stała się ona kościołem „Eben-Ezer”.
W listopadzie 2005 r. do kościoła sprowadzono pięć dzwonów z likwidowanej świątyni w Bielefeldzie w Niemczech.
Kościół służy potrzebom parafii oraz diakonatu, a także Centrum Misji i Ewangelizacji oraz Tygodnia Ewangelizacyjnego w Dzięgielowie.